# 達什基夫齊 (利京區)
49°17′59″N 28°15′55″E / 49.29972°N 28.26528°E
達什基夫齊（烏克蘭語：Дашківці），是烏克蘭的村落，位於該國西南部文尼察州，由文尼察區負責管轄，面積7.56平方公里，海拔高度289米，2001年人口2,217，人口密度每平方公里3,958.93人。